# 37692 Loribragg
37692 Loribragg è un asteroide della fascia principale. Scoperto nel 1995, presenta un'orbita caratterizzata da un semiasse maggiore pari a 2,9172942 au e da un'eccentricità di 0,0450427, inclinata di 1,41770° rispetto all'eclittica.
L'asteroide è dedicato alla statunitense Lori Bragg, responsabile della conferenza tecnica annuale dell'osservatorio autore della scoperta.